# Nishiyama Takahisa
Takahisa Nishiyama (sinh ngày 11 tháng 7 năm 1985) là một cầu thủ bóng đá người Nhật Bản.

## Sự nghiệp câu lạc bộ
Takahisa Nishiyama đã từng chơi cho Kawasaki Frontale, Yokohama FC, Vegalta Sendai và Fujieda MYFC.